# Shōjo Kageki Revue Starlight
Shōjo Kageki Revue Starlight (少女☆歌劇 レヴュースタァライト Shōjo Kageki Revyū Sutāraito?), también conocido como Revue Starlight, es una franquicia de medios de comunicación japonesa creada en 2017 por Bushiroad, Nelke Planificación y Kinema Citrus. Consiste principalmente en una serie de musicales, que debutaron entre el 22 y el 24 de septiembre de 2017 en el AiiA 2.5 Theatre Tokyo; una serie de televisión de anime de 12 episodios dirigida por Tomohiro Furukawa que se emitió entre julio y septiembre de 2018; y dos películas animadas, estrenadas el 7 de agosto de 2020 y el 4 de junio de 2021, que resumieron y continuaron la historia del anime. Ha recibido tres adaptaciones de manga, todas las cuales comenzaron a serializarse en enero de 2018.
Un juego para teléfonos inteligentes titulado Shōjo Kageki Revue Starlight: Re LIVE, desarrollado por Ateam, lanzado en octubre de 2018.

## Sinopsis
La franquicia Revue Starlight incluye musicales teatrales, una serie musical animada, películas musicales y un juego móvil, cada uno de los cuales cuenta historias originales e interconectadas sobre la formación, la vida personal y el crecimiento de varios grupos de estudiantes de artes escénicas, que se distinguen de sus pares. como "Stage Girls" por su entusiasmo excepcional por la actuación en el escenario, la ambición por el estrellato y la naturaleza competitiva. A lo largo de varios años escolares, los personajes se unen por estas cualidades compartidas a pesar de sus personalidades y talentos muy diferentes, al mismo tiempo que entran en conflicto en su búsqueda por superarse mutuamente.
Las Stage Girls invariablemente resuelven sus conflictos actuando en un teatro subterráneo de otro mundo en la ronda, donde la "brillantez" que encarna su pasión por la actuación les permite montar revistas de teatro musical improvisadas sin tramoyistas ni público. En estas revistas, las Stage Girls cantan números musicales aparentemente compuestos de forma espontánea, se enfrentan en gran parte en combates cuerpo a cuerpo e incluso pueden representar dramas, en un escenario en constante cambio construido por artes escénicas no tripuladas. Aunque se representa a las Stage Girls usando armas reales, las batallas terminan inofensivamente con la eliminación de una pieza del traje de escenario del oponente, y la victoria se declara al pararse en una marca T grabada denominada "posición cero". La franquicia retrata el espectáculo de estas revistas tanto en el escenario mediante la coreografía y el combate escénico, como en la animación.
Una jirafa parlante, así como, eventualmente, otros habitantes del teatro clandestino, presiden las revistas, todos buscando presenciar las escenas impredecibles que se desarrollarán en el escenario cada vez. Las Stage Girls se unen a algunas de estas revistas por seducción y otras por su propia voluntad, pero siempre para luchar por intereses consecuentes en sus actividades teatrales.
En cada revista, los personajes interpretan una "canción de revista" original en dúos y conjuntos. La franquicia incluye además una discografía de álbumes y sencillos que recopilan estas y otras canciones originales, compuestas en varios estilos de melodías de espectáculos.
La franquicia también narra las hazañas detrás del escenario de las Stage Girls durante las producciones teatrales escolares. Las tramas de estas obras, sobre todo la obra de ficción Starlight, a menudo se cuentan como una historia dentro de una historia.

## Personajes

### Academia Musical de Seisho
La franquicia se lanzó en 2017 con un elenco compuesto por nueve estudiantes de la promoción número 99 de la Academia de Música Seisho, quienes desde entonces han aparecido como el elenco principal de tres obras de teatro numeradas, una serie de anime, dos películas animadas y varios manga. También han recibido una atención destacada en un juego móvil. Además, han grabado la mayor parte de la discografía musical de la franquicia bajo el cartel de Starlight Kuku Gumi, y han interpretado la música de la franquicia en directo en tres conciertos numerados, así como dos conciertos orquestales.
Karen Aijō (愛城 華恋 Aijō Karen?)
 Seiyū: Momoyo Koyama
Hikari Kagura (神楽 ひかり Kagura Hikari?)
 Seiyū: Suzuko Mimori
Mahiru Tsuyuzaki (露崎 まひる Tsuyuzaki Mahiru?)
 Seiyū: Haruki Iwata
Claudine Saijō (西條クロディーヌ Saijō Kurodīnu?)
 Seiyū: Aina Aiba
Maya Tendō (天堂 真矢 Tendō Maya?)
 Seiyū: Maho Tomita
Junna Hoshimi (星見 純那 Hoshimi Junna?)
 Seiyū: Hinata Satō
Nana Daiba (大場 なな Daiba Nana?)
 Seiyū: Moeka Koizumi
Futaba Isurugi (石動 双葉 Isurugi Futaba?)
 Seiyū: Teru Ikuta
Kaoruko Hanayagi (花柳 香子 Hanayagi Kaoruko?)
 Seiyū: Ayasa Itō

### Escuela de Chicas Rinmeikan
Las 5 estudiantes de Rinmeikan Girls School, una institución especializada en teatro tradicional de Japón, debutaron en 2018 como personajes principales adicionales en el juego móvil. También lanzaron un sencillo y actuaron junto a Starlight Kuku Gumi en su tercer concierto.
Tamao Tomoe (巴 珠緒 Tomoe Tamao?)
 Seiyū: Tomori Kusunoki
Ichie Otonashi (音無 いちえ Otonashi Ichie?)
 Seiyū: Azumi Waki
Fumi Yumeōji (夢大路 文 Yumeōji Fumi?)
 Seiyū: Reo Kurachi
Rui Akikaze (秋風 塁 Akikaze Rui?)
 Seiyū: Risa Tsumugi
Yuyuko Tanaka (田中 ゆゆ子 Tanaka Yuyuko?)
 Seiyū: Iori Saeki

### Escuela de Artes de la Frontera
Las 5 estudiantes de Frontier School of Arts, una escuela moderna y poco convencional, debutaron en 2018 como personajes principales adicionales en el juego móvil. También lanzaron un sencillo y actuaron junto a Starlight Kuku Gumi en su tercer concierto.
Aruru Otsuki (大月 あるる Otsuki Aruru?)
 Seiyū: Megumi Han
Misora Kanō (叶 美空 Kanō Misora?)
 Seiyū: Ayana Taketatsu
Lalafin Nonomiya (野々宮 ララフィン Nonomiya Rarafin?)
 Seiyū: Miyu Tomita
Tsukasa Ebisu (恵比寿 つかさ Ebisu Tsukasa?)
 Seiyū: Emiri Katō
Shizuha Kochō (胡蝶 静羽 Kochō Shizuha?)
 Seiyū: Mikoi Sasaki

### Instituto de Música Siegfeld
Las 5 estudiantes del Instituto de Música Siegfeld, una escuela de élite que fomenta una fuerte competencia, debutaron en 2018 como personajes principales adicionales en el juego móvil. También lanzaron dos sencillos, actuaron junto a Starlight Kuku Gumi en su tercer concierto y protagonizaron una obra de teatro centrada en Siegfeld con apariciones especiales de cada escuela.

#### Superior
Akira Yukishiro (雪代 晶 Yukishiro Akira?)
 Seiyū: Hotaru Nomoto
Michiru Ōtori (鳳 ミチル Ōtori Michiru?)
 Seiyū: Yuka Ozaki
Liu Mei Fan (リュウ・メイファン Liu Meifan?)
 Seiyū: Yume Takeuchi
Shiori Yumeōji (夢大路 栞 Yumeōji Shiori?)
 Seiyū: Hikaru Tono
Yachiyo Tsuruhime (鶴姫 やちよ Tsuruhime Yachiyo?)
 Seiyū: Haruka Kudo

#### Posterior
Stella Takachiho (高千穂 ステラ Takachiho Sutera?)
 Seiyū: Hina Aoki
Shiro Ōgami (大賀美 詩呂 Ōgami Shiro?)
 Seiyū: Kanon Matsuzawa
Ryōko Kobato (小鳩 良子 Kobato Ryōko?)
 Seiyū: Ruka Fukagawa
Minku Umibe (海辺 みんく Umibe Minku?)
 Seiyū: Kokoro Kuge
Kuina Moriyasu (森保 クイナ Moriyasu Kuina?)
 Seiyū: Yuria Sato

### Instituto General de Artes de Seiran
Las 3 estudiantes del Instituto de Artes Generales de Seiran debutaron en 2018 en la segunda obra de teatro numerada de la franquicia, antes de ser agregados al juego móvil como personajes principales adicionales. También lanzaron un sencillo, protagonizaron una obra de teatro centrada en Seiran y desempeñaron papeles centrales en la obra de teatro de Siegfeld.
Koharu Yanagi (柳 小春 Yanagi Koharu?)
 Seiyū: Kanon Nanaki
Suzu Minase (南風涼 Minase Suzu?)
 Seiyū: Minami Tsukui
Hisame Honami (穂波氷雨 Honami Hisame?)
 Seiyū: Yoko Kadoyama
Kyōko Yakumo (八雲響子  Yakumo Kyōko?)
 Seiyū: Yuka Kobayashi

## Contenido de la obra

### Manga
Una adaptación de manga del musical dibujado por Tsubaki Ayasugi, titulada Butai Revue Starlight: Show Must Go On, y una serie de manga de 4 paneles de Makimaki Mawaru, Yonkoma Starlight, comenzaron a serializarse en la revista Monthly Bushiroad de Bushiroad a partir del 6 de enero de 2018. El tercer manga escrito por Kanata Nakamura e ilustrado por Sora Goto, Shōjo Kageki Revue Starlight Overture, comenzó a serializarse en la revista Dengeki G's Comic de ASCII Media Works a partir del 30 de enero de 2018.

### Anime
Una serie de televisión de anime de 12 episodios producida por Bushiroad, Tokyo Broadcasting System Television, Pony Canyon, Overlap, Nelke Planning y Kinema Citrus se emitió en Japón entre el 12 de julio y el 27 de septiembre de 2018. La serie fue dirigida por Tomohiro Furukawa, con Tatsuto Higuchi a cargo, la composición de la serie y escritura de los guiones, Hiroyuki Saita diseñando los personajes y Yoshiaki Fujisawa y Tatsuya Kato componiendo la partitura. Además, la mayoría de los episodios presentan números musicales de varios compositores, con letras de Kanata Nakamura. La serie se lanzó en tres volúmenes de Blu-ray Disc/DVD, cada uno con cortos de animación de video originales adicionales, entre el 24 de octubre de 2018 y el 27 de febrero de 2019.
El tema de apertura es "Hoshi no Dialogue" (星のダイアローグ), mientras que el tema final es "Fly Me to the Star", ambos interpretados por Starlight 99-gumi, los actores de voz de la serie. Sentai Filmworks obtuvo la licencia del anime y está transmitiendo la serie en HIDIVE con subtítulos en inglés, portugués y español, y también está doblada al inglés. MVM Entertainment adquirió los derechos de distribución para el Reino Unido e Irlanda a través de Sentai Filmworks.
El 3 de noviembre de 2019, durante el concierto "Revue Starlight 3rd StarLive 'Starry Diamond'", se anunció que la serie recibiría dos nuevas películas. La primera es una película recopilatoria titulada Rondo Rondo Rondo que estaba programada para estrenarse el 29 de mayo de 2020, pero se retrasó hasta el 7 de agosto de 2020 debido a la pandemia de COVID-19. La segunda es una película de anime completamente nueva, titulada después de la serie en sí, cuyo estreno estaba previsto para el 21 de mayo de 2021, pero se retrasó hasta el 4 de junio de 2021 debido a la pandemia de COVID-19 y la extensión del estado de emergencia de Japón.

### Videojuego
El 22 de octubre de 2018 se lanzó un juego para teléfonos inteligentes titulado Shōjo Kageki Revue Starlight -Re LIVE- desarrollado por Ateam y Bushiroad para dispositivos Android, y el 28 de octubre se lanzó una versión para iOS. El juego presenta elementos de juego gacha. El 22 de abril de 2019 se lanzó una versión mundial del juego, localizada en inglés, coreano y chino tradicional.
En el juego, los jugadores coleccionan Stage Girls que interpretan una variedad de roles de la literatura, la historia, la mitología, las leyendas y las historias originales, luego crean grupos para desafiar una variedad creciente de actividades para un solo jugador y multijugador, la mayoría con tablas de clasificación. Los jugadores pueden seleccionar canciones de toda la franquicia para usarlas como canciones de revista durante las batallas.
La historia del juego, que continúa después del final de las audiciones en la serie de anime, presenta a Seisho Stage Girls a Rinmeikan, Frontier y Siegfeld Stage Girls en nuevas revistas en el teatro clandestino, mientras sus cuatro escuelas se preparan para participar en el Performance Festival. , un evento de alto perfil.
Al principio, las Stage Girls luchan colectivamente contra las fuerzas que causan que Starlight, así como otras obras atesoradas por cada escuela, sean olvidadas por el público en general. Luego descubren que estas batallas fueron manifestaciones de los escritos de una niña de cinco años, Elle, que desea presenciar cómo las Stage Girls interpretan esas obras. Las Stage Girls deciden seguir interpretando las historias de Elle en las revistas.
A finales de 2019, después de que el elenco del juego interpretara el concierto "Starry Diamond" de la vida real, incluidas seis canciones originales de revistas de conjuntos mixtos entre las cuatro escuelas, el juego lanzó historias, eventos y personajes que representaban a Stage Girls compitiendo en una serie de Mitología griega y revistas temáticas de constelaciones que utilizan estas canciones. Sin embargo, la historia de Starry Diamond no continuó más allá de sus dos primeras partes.
La siguiente fase de la historia, Arcada Arcadia, está escrita por Tatsuto Higuchi, el guionista de la serie de anime, y sigue en curso. En Arcana Arcadia, las Stage Girls regresan al teatro clandestino, actuando en una nueva audición para inspirar una obra futura que Elle aún no ha escrito, y para competir por el papel principal aún desconocido. Al mismo tiempo, todas las Stage Girls participan en una obra de teatro de conjunto original para el Performance Festival, interpretan papeles basados en los Arcanos Mayores y se ven impulsadas a superarse mutuamente a pesar de la falta de un papel principal. Cada parte de la historia debutó con una canción de revista original.
El juego también lanzó eventos de promoción cruzada por tiempo limitado para franquicias como Hatsune Miku, BanG Dream!, Love Live! Sunshine!!, Symphogear, Steins;Gate, Pacific League y Sakura Wars. Los personajes cruzados de la franquicia Sakura Wars se agregaron al juego como Stage Girls jugables.

### Novela Visual
El 9 de enero de 2023 se anunció que se lanzaría una novela visual tanto en japonés como inglés para Nintendo Switch y Steam